# Winnie Shaw
Winnie Shaw (Glasgow, 18 gennaio 1947 – 30 marzo 1992) è stata una tennista britannica.
È conosciuta anche con il nome di Winnie Wooldridge a seguito del matrimonio con Keith Wooldridge nel 1972.

## Biografia
Durante la sua carriera giunse in finale di doppio al Roland Garros nel 1972 perdendo contro la coppia composta da Billie Jean King e Betty Stöve in due set (6-1, 6-2); la sua compagna nell'occasione era la connazionale Nell Truman. L'anno precedente, nel 1971, giunse in finale nel torneo Western & Southern Financial Group Masters & Women's Open esibendosi con Gail Sherriff; le due persero contro Kerry Harris e Helen Gourlay per un doppio 6-4.
Nel singolo giunse ai quarti di finale al Torneo di Wimbledon del 1970, dove perse in due set contro Rosie Casals (6-2,6-0) e nelle semifinali nell'Australian Open del 1971 perdendo contro Evonne Goolagong.